# گورستان کورچمن
قبرستان کورچمن مربوط به سده‌های میانه دوران‌های تاریخی پس از اسلام است و در شهرستان مشگین‌شهر، بخش مرکزی، دهستان مشکین غربی، روستای آلوچ واقع شده و این اثر در تاریخ ۱۲ شهریور ۱۳۸۶ با شمارهٔ ثبت ۱۹۳۶۹ به‌عنوان یکی از آثار ملی ایران به ثبت رسیده است.